# Айсберг Ілля Семенович
Ілля́ Семе́нович Айсберг (Елія Айзберг) (* 26 січня 1868, Одеса — † 7 серпня 1942, Тбілісі) — російський піаніст, композитор і педагог.

## З життєпису
1902 року закінчив Петербурзьку консерваторію — вчився по класу фортепіано у К. К. Фан-Арка, 1906 року — ту ж консерваторію, клас композиції — у Римського-Корсакова.
Протягом 1907—1917 років працював в Тбілісі — старший викладач музичного училища Російського музичного товариства.
У 1913—1917 роках співробітничав в журналах «Музика» та «Музичний сучасник»(псевдоніми — І. А-рг; А. Берг).
В 1917—1923 — професор Тбіліської консерваторії, у 1923—1934 роках — Бакинської, протягом 1934—1942 — знову в викладає в Тбіліській.
З 1924 по 1930 рік — директор Бакинської консерваторії.
Написав велику кількість творів для фортепіано, в тому числі фортепіанний концерт, також багато етюдів та романсів.
Відносився до числа співробітників Товариства єврейської народної музики.
Деякі з його творів:
- «З царини сучасного піанізму», 1913,
- «Нові віяння в галузі фортепіанної методології», 1914,
- «А. Г. Рубінштейн та його фортепіанні твори»,1915,
- «Природа фортепіанних звучностей та їх динамічного позначення», 1916.

Серед його учнів — Старкова Марія Митрофанівна.